# Campeonato Mundial de Piragüismo en Aguas Tranquilas de 1954
El IV Campeonato Mundial de Piragüismo en Aguas Tranquilas se celebró en Mâcon (Francia) en el año 1954 bajo la organización de la Federación Internacional de Piragüismo (ICF) y la Federación Francesa de Piragüismo.
Las competiciones se realizaron en las aguas del río Saona.

## Medallistas

### Masculino
| Evento       | Oro                                                                      | Plata                                                                        | Bronce                                                                                  |
| ------------ | ------------------------------------------------------------------------ | ---------------------------------------------------------------------------- | --------------------------------------------------------------------------------------- |
| K1 500 m     | Gert Fredriksson · Suecia                                                | Meinrad Miltenberger RFA                                                     | Mircea Anastasescu Rumania                                                              |
| K2 500 m     | Ernst Steinhauer Meinrad Miltenberger RFA                                | Bengt Linfors · Valter Wredberg · Suecia                                     | Ferenc Wagner András Sován Hungría                                                      |
| K1 4 × 500 m | Lars Glasser · Carl-Åke Ljung · Bert Nilsson · Gert Fredriksson · Suecia | Ervin Szörenyi András Sován Ferenc Wagner Ferenc Hatlaczky Hungría           | Maximilian Raub · Herbert Wiedermann · Alfred Schmidtberger · Hermann Salzner · Austria |
| K1 1000 m    | Gert Fredriksson · Suecia                                                | Louis Gantois Francia                                                        | Ferenc Hatlaczky Hungría                                                                |
| K2 1000 m    | István Mészáros György Mészáros Hungría                                  | Michael Scheuer Gustav Schmidt RFA                                           | Helmut Noller Günter Krammer RFA                                                        |
| K4 1000 m    | Imre Vagyóczki László Kovács László Nagy Zoltán Szigeti Hungría          | Einar Pihl · Ebbe Frick · Ragnar Heurlin · Stig Andersson · Suecia           | Maurice Graffen Marcel Renaud Louis Gantois Robert Enteric Francia                      |
| K1 10 000 m  | Ferenc Hatlaczky Hungría                                                 | Miloš Pech Checoslovaquia                                                    | Harald Eriksen · Noruega                                                                |
| K2 10 000 m  | Maximilian Raub · Herbert Wiedermann · Austria                           | Sigvard Johansson · Rolf Fjellmann · Suecia                                  | Ernst Steinhauer Helmuth Stocker RFA                                                    |
| K4 10 000 m  | Einar Pihl · Ebbe Frick · Ragnar Heurlin · Stig Andersson · Suecia       | Hans Wetterström · Carl Sundin · Sigvard Johansson · Rolf Fjellmann · Suecia | János Urányi István Mészáros György Mészáros Ferenc Varga Hungría                       |
| C1 1000 m    | János Parti Hungría                                                      | István Hernek Hungría                                                        | Jaroslav Poupa Checoslovaquia                                                           |
| C2 1000 m    | Kurt Liebhart · Engelbert Lulla · Austria                                | István Bodor József Tuza Hungría                                             | Ferenc Csonka Mihály Sasvári Hungría                                                    |
| C1 10 000 m  | Jiří Vokněr Checoslovaquia                                               | František Čapek Checoslovaquia                                               | István Hernek Hungría                                                                   |
| C2 10 000 m  | Károly Wieland József Halmai Hungría                                     | Ferenc Csonka Mihály Sasvári Hungría                                         | Jaroslav Sieger Zdeněk Ziegler Checoslovaquia                                           |

### Femenino
| Evento   | Oro                                 | Plata                                     | Bronce                        |
| -------- | ----------------------------------- | ----------------------------------------- | ----------------------------- |
| K1 500 m | Therese Zenz RFA                    | Fritzi Schwingl · Austria                 | Tove Nielsen Dinamarca        |
| K2 500 m | Hilda Pintér Klára Bánfalvi Hungría | Valéria Lieszkovszky Vilma Egresi Hungría | Lisa Schwarz Gisela Amail RFA |

## Medallero
| Núm. | País           | Oro | Plata | Bronce | Total |
| ---- | -------------- | --- | ----- | ------ | ----- |
| 1    | Hungría        | 6   | 5     | 5      | 16    |
| 2    | Suecia         | 4   | 4     | 0      | 8     |
| 3    | RFA            | 2   | 2     | 3      | 7     |
| 4    | Austria        | 2   | 1     | 1      | 4     |
| 5    | Checoslovaquia | 1   | 2     | 2      | 5     |
| 6    | Francia        | 0   | 1     | 1      | 2     |
| 7    | Dinamarca      | 0   | 0     | 1      | 1     |
| 7    | Noruega        | 0   | 0     | 1      | 1     |
| 7    | Rumania        | 0   | 0     | 1      | 1     |
|      | TOTAL          | 15  | 15    | 15     | 45    |